# União das Freguesias de Foz de Arouce e Casal de Ermio
União das Freguesias de Foz de Arouce e Casal de Ermio, kurz Foz de Arouce e Casal de Ermio, ist eine portugiesische Gemeinde  (Freguesia) im Kreis (Concelho) von Lousã.
Die Gemeinde entstand im Zuge der kommunalen Neuordnung Portugals nach den Kommunalwahlen am 29. September 2013 durch Zusammenschluss der Gemeinden Foz de Arouce und Casal de Ermio. Sitz der neuen Gemeinde wurde Foz de Arouce.